# Jane Faber
Jane Faber   (Ixelles, 19 d'octubre de 1880 - Clichy, 13 de maig de 1968), nascuda Jeanne Théodorine de Smet, va ser una actriu belga

## Biografia

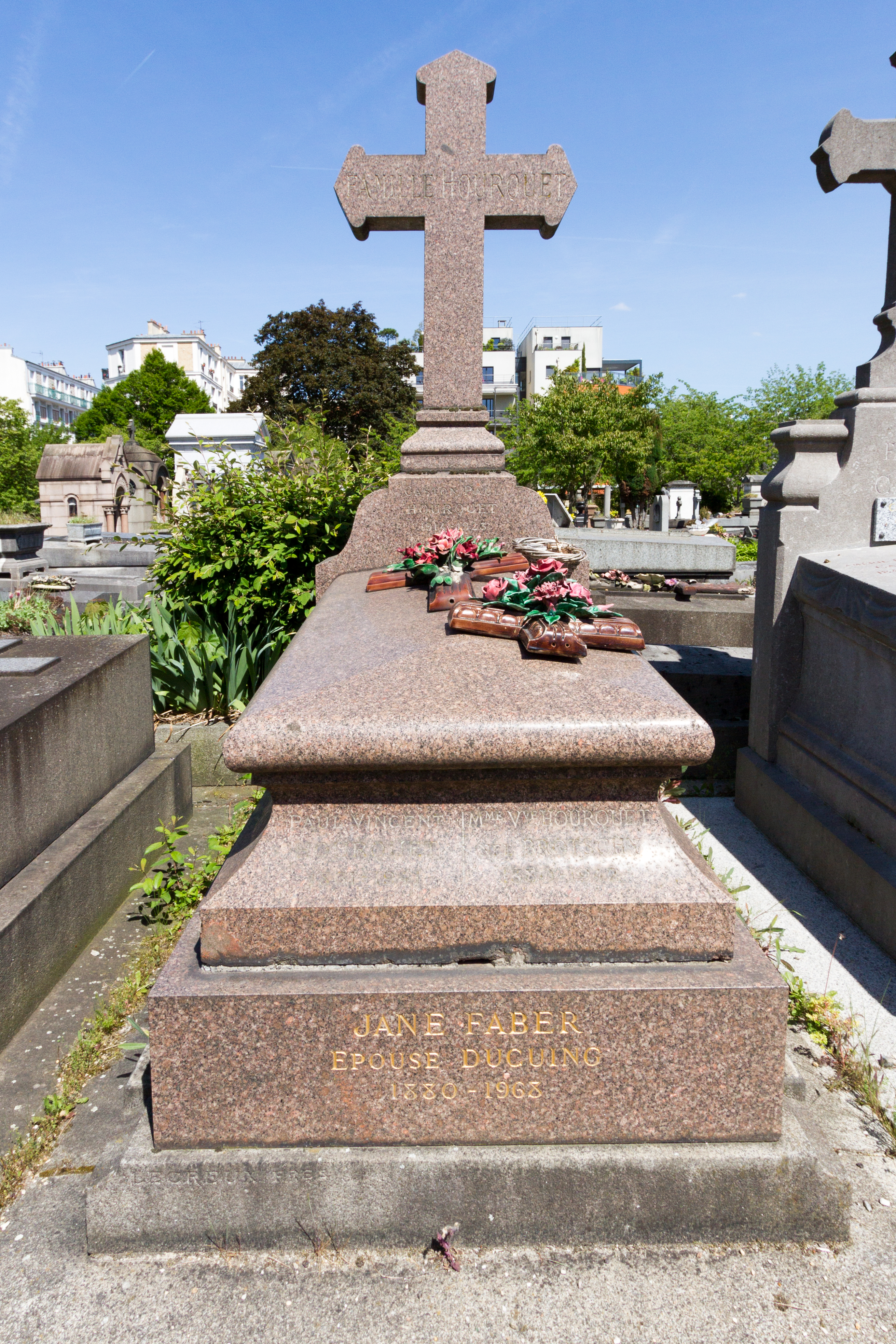
Tomba al cementiri de Père-Lachaise.

Es va formar per a una carrera escènica al Conservatoire de Paris, alumna de Charles le Bargy.
Sota el nom artístic de Jane Faber, va ser molt activa al teatre durant la seva carrera —des dels anys 1900—, que va dirigir principalment a la Comédie-Française (París), des de 1910 (després esdevé 268è resident de la institució) fins al 1951.
Entre les nombroses obra de teatre que va representar a la Comédie-Française, esmentem Poil de carotte de Jules Renard (1912, amb Léon Bernard i Marie Leconte), la comèdia-ballet L'Amour médecin de Molière i Jean-Baptiste Lully (1920, amb Georges Berr, Jacques Fenoux i Charles Siblot), La Dispute de Marivaux (1938, amb Jean Martinelli, Irène Brillant i Renée Faure), La Reine morte d'Henry de Montherlant (1942, amb Jean-Louis Barrault, Madeleine Renaud i Jean Yonnel), així com Tartuffe ou l'Imposteur de Molière (1949, amb Jean Yonnel, Jean Martinelli i Louis Seigner).
En cinema, Jane Faber va contribuir a divuit pel·lícules mudes franceses, la primera va ser el curtmetratge L'Âme du violon de Léonce Perret (amb el director i André Luguet), estrenat el 1911. L'última va ser L'Écuyère del mateix Léonce Perret (amb Jean Angelo), estrenada el 1922. El seu paper més conegut és sens dubte el de la princesa Danidoff, al llarg de les cinc pel·lícules que Louis Feuillade dedica a Fantômas (amb René Navarre en el paper principal), de Fantômas (1913) i Le Faux Magistrat (1914).
Després d'una primera pel·lícula sonora estrenat el 1931 (La Prison en folie de Henry Wulschleger, amb Noël-Noël), Jane Faber només va tornar a la pantalla per a tres pel·lícules estrenadas a la dècada de 1950, inclosa Chéri de Pierre Billon (1950, amb Jean Desailly i Marcelle Chantal) i L'Affaire Maurizius de Julien Duvivier (coproducció franco-italiana), 1954, amb Daniel Gélin i Madeleine Robinson), el seu rodatge final.
Jane Faber està enterrada al cementiri Père-Lachaise (93a divisió).

## Teatre (selecció)
(obres representades a la Comédie-Française, tret que s'indiqui el contrari)
- 1903 : Les Apaches d'Alexandre Bisson : Mirette (Théâtre du Palais-Royal)
- 1906 : La Chaste Suzanne de Pierre-Louis Flers : Mme Plantin (Théâtre du Palais-Royal)
- 1906 : Gonzague de Pierre Veber : Geneviève (Théâtre du Palais-Royal)
- 1907 : La Marjolaine de Jacques Richepin : La duchesse de Phalaris (Théâtre de la Porte-Saint-Martin)
- 1907 : Les Plumes du paon d'Alexandre Bisson i Julien Berr de Turique : Solange (Théâtre de l'Odéon)
- 1909 : Les Émigrants de Charles-Henry Hirsch : L'américaine (Théâtre de l'Odéon)
- 1910 : Les Marionnettes de Pierre Wolff : Mme Briey
- 1911 : Cher maître de Fernand Vandérem : Mme Haubourdin
- 1912 : Le Ménage de Molière de Maurice Donnay : Mlle Beauval
- 1912 : L'Embuscade d'Henry Kistemaeckers fill : Agnès Morel
- 1912 : Poil de Carotte de Jules Renard : Annette (+ repetida en 1913 i 1916)
- 1912 : Comediante de Maurice Magre, posada en escena de Jules Truffier : La soubrette
- 1912 : Antony d'Alexandre Dumas : Mme de Camps
- 1912 : Le Double Madrigal de Jean Auzanet, posada en escena d'André Antoine : Javotte (Théâtre du Comte Robert de Clermont-Tonnerre, Maisons-Laffitte)
- 1913 : Yvonic de Paul Ferrier i Jeanne Paul-Ferrier : Anne-Marie
- 1913 : La Marche nuptiale d'Henry Bataille : Mme Clozières
- 1920 : L'Amour médecin, comèdia-ballet de Molière i Jean-Baptiste Lully (música) : Lisette
- 1920 : Le Repas du lion de François de Curel : Catherine
- 1920 : Paraître de Maurice Donnay : Mme Naizerone
- 1920 : Sganarelle ou le Cocu imaginaire de Molière : La femme de Sganarelle
- 1920 : Les Deux Écoles d'Alfred Capus : Mme Breneuil
- 1920 : Maman Colibri d'Henry Bataille : Colette de Villedieu
- 1921 : Le Florentin de Champmeslé i Jean de La Fontaine, fragments : Marinette
- 1922 : Les Fourberies de Scapin de Molière, posada en escena de Charles Granval : Zerbinette (+ repetida el 1924)
- 1922 : L'Impromptu de Versailles de Molière : Mlle du Parc
- 1922 : Le Mariage forcé, comédie-ballet de Molière i Jean-Baptiste Lully (música) : La seconde égyptienne
- 1922 : Le Paon de Francis de Croisset : Corysandre
- 1922 : Vautrin d'Edmond Guiraud : Florine
- 1922 : L'amour veille de Gaston Arman de Caillavet i Robert de Flers : Lucienne de Morfontaine
- 1923 : Le Dépit amoureux de Molière : Rosine
- 1923 : La Mégère apprivoisée de William Shakespeare, adaptacií de Paul Delair : Curtis
- 1924 : La Bonne Mère de Jean-Pierre Claris de Florian : Mathurin
- 1924 : La Reprise de Maurice Donnay : La baronne Dupin
- 1929 : Le Marchand de Paris d'Edmond Fleg : Judith Brizac
- 1931 : La Belle Aventure de Gaston Armand de Caillavet, Robert de Flers i Étienne Rey : La comtesse d'Eguzon
- 1936 : Hedda Gabler d'Henrik Ibsen, adaptació de Maurice Prozor, posada en escena d'Aurélien Lugné-Poë : Berthe (+ repetida el 1938)
- 1937 : Chacun sa vérité de Luigi Pirandello, adaptació de Benjamin Crémieux, posada en escena de Charles Dullin : Mme Nenni
- 1938 : La Dispute de Marivaux, posada en escena de Jean Martinelli : Carise (+ repetida el 1944)
- 1940 : L'Âne de Buridan de Gaston Arman de Caillavet i Robert de Flers, posada en escena de Pierre Bertin : La baronne de M
- 1942 : L'Autre Danger de Maurice Donnay : Mme Jadain mère
- 1942 : La Reine morte d'Henry de Montherlant, posada en escena de Pierre Dux : Une dame d'honneur
- 1943 : Le Sot et le Fripon de Carmontelle : Mme de La Tasse
- 1943 : Le Soulier de satin de Paul Claudel, musique de scène d'Arthur Honegger, posada en escena de Jean-Louis Barrault : La religieuse
- 1944 : Ruy Blas de Victor Hugo, posada en escena de Pierre Dux : La duègne
- 1944 : Les Fiancés du Havre d'Armand Salacrou, posada en escena de Pierre Dux : Antonia (+ repetida el 1946)
- 1945 : L'Ami Fritz, adaptació du roman éponyme d'Erckmann-Chatrian : Lisbeth
- 1947 : Le Lever du soleil de François Porché i Madame Simone, posada en escena d’aquesta última : Rose
- 1947 : Les affaires sont les affaires d'Octave Mirbeau, posada en escena de Fernand Ledoux : Mme Lechat
- 1948 : Cantique des cantiques de Jean Giraudoux, posada en escena de Louis Jouvet : La caissière
- 1948 : Cyrano de Bergerac d'Edmond Rostand, posada en escena de Pierre Dux : La duègne
- 1948 : Les Temps difficiles d'Édouard Bourdet, posada en escena de Pierre Dux : Mme Antonin Faure
- 1949 : Tartuffe ou l'Imposteur de Molière, posada en escena de Pierre Bertin : Mme Pernelle, mère d'Orgon
- 1950 : Le Chant du berceau de Gregorio Martínez Sierra i María Martínez Sierra : Sœur Tourrière
- 1951 : Chacun sa vérité de Luigi Pirandello, posada en escena originale de Charles Dullin represa per Julien Bertheau : Mme Nenni

## Filmografia

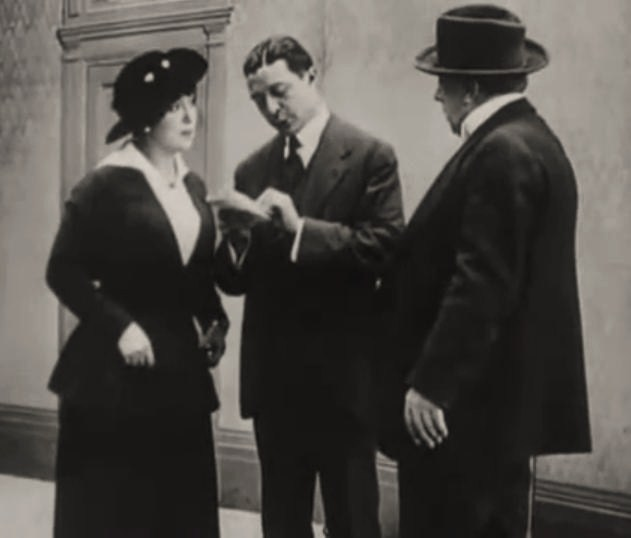
Jane Faber i Henri Desfontaines (al centre) representant L'Avare de Molière, sota la direcció d'André Antoine, dans Ceux de chez nous (1915)

- 1911 : L'Âme du violon de Léonce Perret : paper no especificat
- 1912 : Le Lys dans la mansarde de René Leprince i Georges Monca : Lison
- 1913 : Fantômas de Louis Feuillade : La princesse Danidoff
- 1913 : Juve contre Fantômas de Louis Feuillade : La princesse Danidoff
- 1913 : Le Mort qui tue de Louis Feuillade : La princesse Danidoff
- 1914 : Prête-moi ta femme de Jacques Roullet : paper no especificat
- 1914 : Fantômas contre Fantômas de Louis Feuillade : La princesse Danidoff
- 1914 : L'Oiseau de proie : réalisateur et paper no especificats
- 1914 : Le Faux Magistrat de Louis Feuillade : La princesse Danidoff
- 1914 : Le Paradis de Gaston Leprieur : paper no especificat
- 1915 : Ceux de chez nous, documental de Sacha Guitry : ella mateixa
- 1916 : Paris pendant la guerre d'Henri Diamant-Berger : Gavroche
- 1916 : L'Hôtel du libre échange de Marcel Simon : paper no especificat
- 1917 : Le Clown de Maurice de Féraudy : paper no especificat
- 1917 : Déception : réalisateur et paper no especificats
- 1921 : Miss Rovel de Jean Kemm : Mme Rovel
- 1922 : Molière, sa vie, son œuvre, documentaire de Jacques de Féraudy : elle-même
- 1922 : L'Écuyère de Léonce Perret : Mlle Tournade
- 1931 : La Prison en folie d'Henry Wulschleger : paper no especificat
- 1950 : Chéri de Pierre Billon : Lili
- 1952 : La Vie de Sainte Thérèse de Lisieux o Procès au Vatican d'André Haguet : paper no especificat
- 1954 : L'Affaire Maurizius de Julien Duvivier : la gouvernante